# 독일연방공화국 공로장

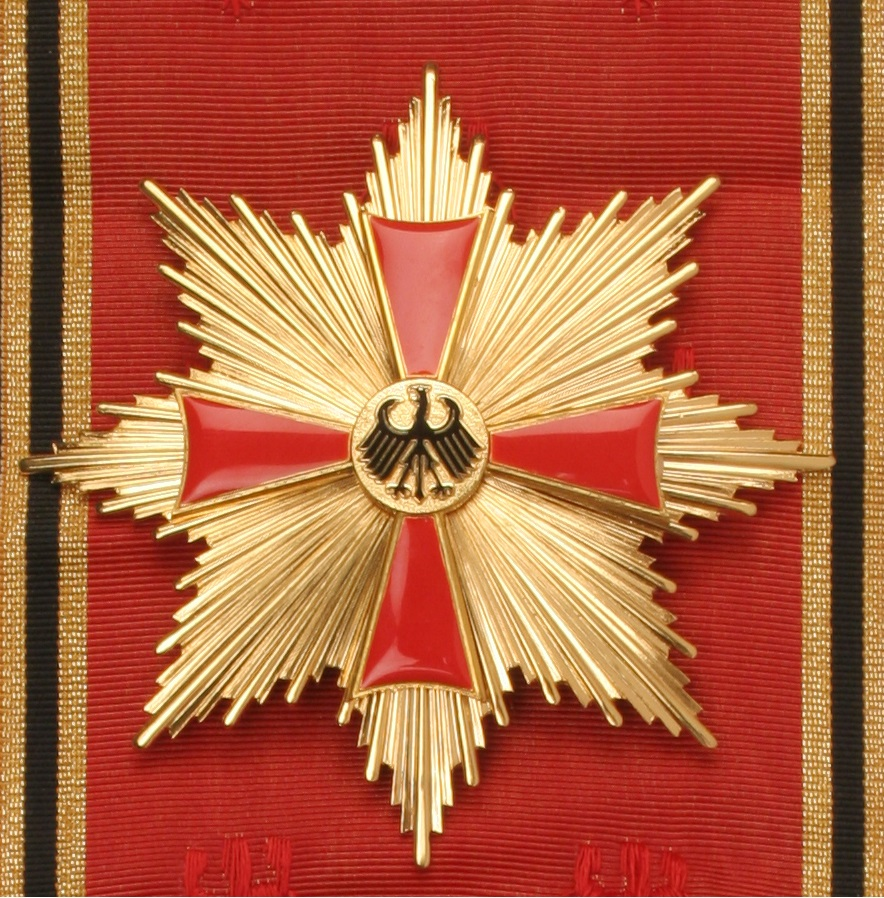
최고 등급 훈장인 특급 대십자 연방공로십자장.

독일연방공화국 공로장(獨逸聯邦共和國功勞章，독일어: Verdienstorden der Bundesrepublik Deutschland 페르딘슈토르덴 데어 분데스레푸블리크 도이칠란트[*])은 독일연방공화국의 유일한 연방훈장이다. 초대 연방대통령 테오도어 호이스가 1951년 9월 7일에 제정했으며 그 이래로 내외국인을 막론하고 200,000 명 이상이 이 훈장을 수훈했다. 연방공로십자장(聯邦功勞十字章，독일어: Bundesverdienstkreuz 분데스베르딘슈트크로이츠[*])이라고도 한다.

## 등급
공로장은 7개 정규 등급과 2개 특수 등급의 총 9등급이 있으며 이 9개 등급은 다시 4개 집단으로 나뉜다.
- 대십자장(Großkreuz)
  -  특급 대십자 연방공로십자장 (Sonderstufe des Großkreuzes Bundesverdienstkreuzes) - 8각 후광. 최고 등급.
  -  특별 대십자 연방공로십자장 (Großkreuz Bundesverdienstkreuzes in besonderer Ausführung) - 6각 후광에 곡엽 추가.
  -  대십자 연방공로십자장 (Großkreuz Bundesverdienstkreuzes) - 6각 후광.
- 대공로십자장(Großes Verdienstkreuz)
  -  대연방공로십자성현장 (Großen Bundesverdienstkreuzes mit Stern und Schulterband) - 대연방공로십자성장에 현장(어깨띠)이 추가
  -  대연방공로십자성장 (Großen Bundesverdienstkreuzes mit Stern) - 대연방공로십자장에 후광이 추가
  -  대연방공로십자장 (Großen Bundesverdienstkreuzes)
- 공로십자장(Verdienstkreuz)
  -  1급 연방공로십자장 (Bundesverdienstkreuzes 1. Klasse)
  -  연방공로십자소수장 (Bundesverdienstkreuzes am Bande) - 연방공로포장에서 둥근 메달판이 제거.
- 공로포장(Verdienstmedaille)
  -  연방공로포장 (Bundesverdienstmedaille) - 둥근 메달판 위에 십자장이 박힌 형태.

## 같이 보기
- 철십자
- 푸르 르 메리트
- 기사십자 철십자장